# Filippo Mazzei

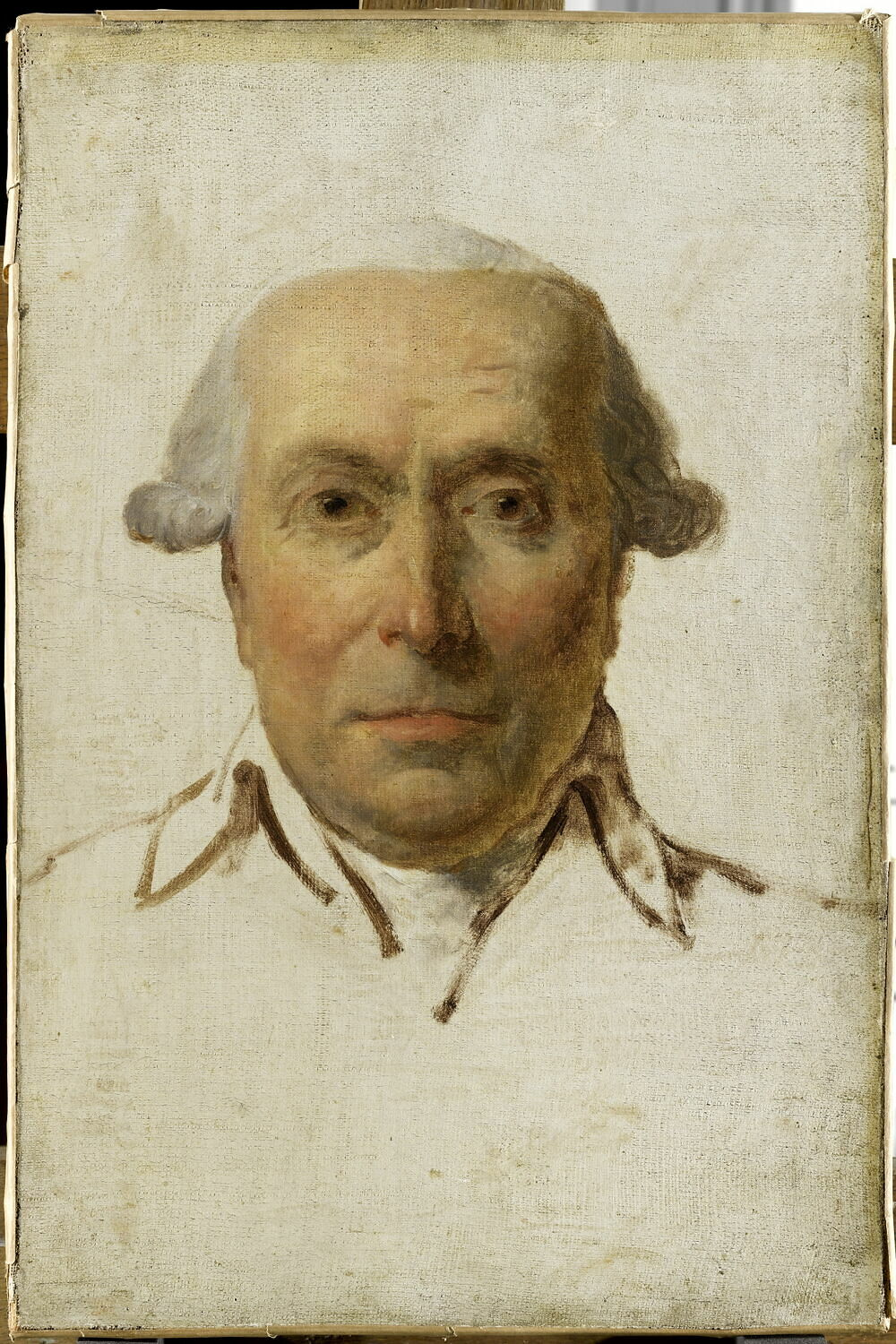
Philip Mazzei, ca. 1790

Filippo Mazzei (amerikanisiert: Philip Mazzei, * 25. Dezember 1730 in Poggio a Caiano (Italien); † 19. März 1816 in Pisa) war ein italo-amerikanischer Diplomat.

## Leben
Mazzei wurde 1730 in Poggio a Caiano geboren. Bis 1755 war er als Arzt im Osmanischen Reich tätig, danach als Lehrer für Italienisch und als Weinhändler in London. Ab 1773 lebte er in Virginia (USA), wo er den Anbau von Wein und Oliven einführte und verbreitete. Er lebte auf einer Plantage östlich von Charlottesville, schloss sich dem Kreis um Thomas Jefferson an und wurde ein Anhänger der revolutionären Bewegung in Virginia. Patrick Henry entsandte ihn 1779 nach Europa, um Leihgelder für das Commonwealth of Virginia zu sammeln. In dieser Angelegenheit blieb Mazzei erfolglos, jedoch trug er politische und militärische Informationen zusammen, die er an Jefferson weitergab. Nach seiner Rückkehr nach Amerika 1783 zerschlugen sich die von ihm gehegten Hoffnungen auf eine Anstellung im Konsularsdienst der USA, daher zog er 1785 endgültig nach Europa zurück und war dort von 1788 bis 1791 im Dienst des polnischen Königs (Polen war zu dieser Zeit Teil des russischen Reiches) in Paris tätig, danach in Warschau und schließlich in Pisa. Nach 1802 bezog er eine Pension des russischen Zaren.